# ماكس وولف (مراسل عسكري)
ماكس وولف (بالبرتغالية: Max Wolf Filho‏) هو مراسل عسكري برازيلي، ولد في 29 يوليو 1912 في Rio Negro, Paraná ‏ في البرازيل، وتوفي في 12 أبريل 1945 في مونتيزي في إيطاليا.